# Johan Henrik Freithoff
Johan Henrik Freithoff (1713 – 24. juni 1767) var en norsk-dansk violinist, komponist og embedsmand.
Hans farmor, Anna Sophia Freithoff og hendes bror, Thomas Balthazar Freithoff, indvandrede før 1670 til Odense fra Westfalen i Tyskland. Thomas nedsatte sig som vinhandler og blev i 1688 borgmester i Odense. Da han døde, blev han begravet i St. Knuds Kirke, hvor hans enke opsatte en mindetavle for ham. Anna Sophia giftede sig med Odenses stadsmusikant, Henrich Lauridzen, og fødte mange børn. En af drengene, Friderich Lorentz Henrichsen, efterfulgte sin far som stadsmusikant i Odense og en anden, Balthazar (Balzer) Freithoff, født 1682, blev senere stadsmusikant i Kristiansand i Norge. Samtidig var han antagelig brændevinsbrænder. Balzers kone fødte ham 8 børn, af hvilke Johan Henrik var nummer 3 i rækken og den ældste søn. En yngre bror, Johan Jacob Freithoff, afløste faderen som stadsmusikant i Kristiansand.

## De unge dage
I 1733 drog Johan Henrik Freithoff ud i verden og var på rejse i knap 10 år inden han vendte tilbage til det dansk-norske rige. Vi ved ikke præcis hvordan hans rejse forløb, men han skriver selv i sine senere ansøgninger, at han rejste i Europa, Asien og Afrika. Han skriver også, at han 1737 var i tjeneste hos storhertugen af Toscana og, at han havde været i Konstantinopel og Smyrna.
Undervejs på sine rejser studerede han violin, komposition og sikkert også politik. I hvert fald erhvervede han sig så gode sprogkundskaber og så megen viden, at han mente sig i stand til at bestride et hverv i kong Frederik 5.s tjeneste. I årene 1742-1743 skrev han uden held mindst 10 ansøgninger om at få et officielt embede i statsadministrationen i København. Han søgte tilsyneladende ikke om at blive ansat som hofviolon (musiker), men ironisk nok var det musikken, der til sidst skaffede ham det eftertragtede embede.

## Kancellisekretær Freithoff
I 1744 vendte han tilbage til København efter en rejse til Kristiansand, og denne gang vakte hans violinspil betydelig opmærksomhed i de toneangivende kredse i København. Der er flere omtaler i diverse dagbøger om den høje kvalitet af hans spil. Resultatet var at Freithoff blev ansat som ekstraordinær violon. Han skulle ikke deltage i Det Kongelige Kapels normale tjenester, men kun medvirke som solist ved særlige lejligheder. Ydermere fik han en ret god løn. Fra starten var lønnen 300 rigsdaler om året og den steg til 600 fra 1760. Fra 1746 var hans titel sekretær i Danske Kancelli, men det vides ikke hvordan hans arbejdsbyrde fordelte sig mellem musikken og administrationen.
Derefter levede Freithoff tilsyneladende et stille regelmæssigt liv i kong Frederik 5.s tjeneste som musiker og sekretær. Han brugte bl.a. sine kræfter på at oversætte bøger til dansk, og det antages, at han derudover også har rejst i kong Frederik 5.s tjeneste. Ved særlige lejligheder optrådte han i sin egenskab af violinist. Der kendes en optegnelse fra søofficer Peter Christian Schiønnings dagbog, der belyser den rolle, musikken og specielt Freithoff spillede under de kongelige herskabers aftenforlystelser ved en enkelt Lejlighed. Schiønning skriver den 12. juli 1764:
»War om Aftenen ude at roe i Canalerne med Chalupperne fra KI. 8½-11½. Kongens Chaluppe roede foran hvor i var Admiral Laurvig, Oberste Caspar Moltke, Grevinde Holstein og Baronesse Bülov o. a. En Chaluppe roede strax med hvor i var fuld og skiøn Musik af Valdhorn, Clarinetter o. v. som stedse musiserede. Turen gik fra Toldboden igiennem Knippelsbroen til Kiøbenhavns Vartegn ; der blev roet meget over lang og ofte holdt paa Aarerne. Paa Vejen som ved Docquen, det Assiat. Comp. Huus var og smuk Musik, som stedse blev besvaret af vores Musik:Chaluppe. Vahrtegnet var illumineret med Lygter rundt om og paa Pilaren, der var ogsaa en smuk Concert opført af Secret. Freitorff, som ligeledes af Chalupp blev besvaret, og hvor alle Chalupperne, nok mod 100 i Tallet opholdt sig længe. Roede saa derfra meget langsom, og holt ibland længe paa Aarerne, til Toldboden igien og stedse musiseret paa Veyen.«
Den beskrevne situation minder om den kendte udflugt på Themsen i London, hvor Händels Watermusic blev opført.
Freithoffs testamente fra marts 1767 har overlevet til i dag, og deri overlader han alle sine ejendele til sin husholderske gennem 6 år. På trods af sin rimelige løn, har han tilsyneladende ikke efterladt sig mange værdier. Testamentet indeholder ikke nogen opremsning af genstande eller andre værdier, hvilket ellers var sædvane.
D. 16. oktober blev følgende digt offentliggjort i Adresseavisen hvori en J. Thye, der i øvrigt er ukendt, frimodigt sammenligner Freithoff med Telemann.
| Citat | Nu maae vel Musiquen frygte faar den mange slige Stød. Tvende, udi Gavn og Rygte Store Musici er død. Hamborg sørger, og det heele Danske Kongelig Capell vil med hine Sorgen deele for de toe, som gav Farvel. Telemann, som componerte hvad der højt og prægtigt var Freithoff, som sin Kunst forcerte til en Sødhed mer end rar. Begge Deres Afsked tager, og i Døden Sælskab giør; mange Deres Død beklager, som dem admirerte før. Ikke veed jeg; mens de leved hvem der kunde agtes størst. Dog blev Rang til sidst bebrevet Freithoff, før han døde først. Nu velan, I fra os drager til et høyere Capell, Store Musici: jeg tager her ved Eders Grav Farvel: Men tillige lærer dette, at det Ordsprog holder Stik: Livet kan ansees med Rette flygtig som en smuk Musik. | Citat |
|       | |       |

## Musikken
Freithoffs kompositoriske arv er ikke stor. Den indeholder nogle sonater for soloinstrumenter med eller uden basso continuo, nogle værker for soloviolin og cembalo, en række trioer og en række sange til forskellige skuespil. En kritisk og kommenteret liste findes i Bjarne Kortsens bog. Musikken er holdt i en italiensk inspireret overgangsstil mellem barok og wienerklassik. Hans biografer roser musikken, men i en norsk anmeldelse af en CD fra 2003 skriver en Kjell Moe: "Han gjorde seg ikke noe stort navn som komponist, snarere var han en svært dyktig fiolinist. Denne musikken er original og svært "rar", for å si det slik. Det er ikke den velpolerte kontinentale barokk-komponisten vi møter, snarere en musiker som bobler av ideer men ikke alltid vet hvordan han skal handtere dem. Dette gjør musikken av denne kristiansand'eren interessant, men for å være ærlig, ikke noe særlig mer."